# Siva ekonomija
Siva ekonomija je pojav, ki ga najdemo v vseh sodobnih družbah. Če sivo ekonomijo povezujemo z gospodarsko statistiko govorimo o neregistrirani proizvodnji, zaposlenosti in dohodku, če pa jo povezujemo z davčno službo govorimo o neprijavljeni ali napačno prijavljeni proizvodnji, zaposlenosti in dohodkih, ki zato, ker niso prijavljeni, tudi niso obdavčeni. Pojav sive ekonomije močno vpliva na javne finance, na trg delovne sile, na višino in distribucijo dohodkov. Obsega sive ekonomije ne moremo izmeriti, lahko ga le ocenimo, zato država o obravnavanem pojavu nima natančnih podatkov. Ocenjeni podatki pa kažejo na izredno velikost in obsežnost tega pojava.